# Calle Nathan
Nathan Road es la calle principal con dirección sur-norte de Kowloon, Hong Kong, China, desde Tsim Sha Tsui hasta Sham Shui Po. Está llena de tiendas y restaurantes con turistas, y era conocida en los años después de la Segunda Guerra Mundial como la Milla Dorada, nombre que ahora se usa pocas veces. Comienza en el sur de Kowloon, en su cruce con Salisbury Road, pocos metros al norte del Puerto de Victoria, y acaba en su intersección con Boundary Street en el norte. Parte de las líneas Kwun Tong y Tsuen Wan del Metro de Hong Kong discurren por debajo de Nathan Road. La longitud total de Nathan Road es de unos 3,6 km.

## Historia

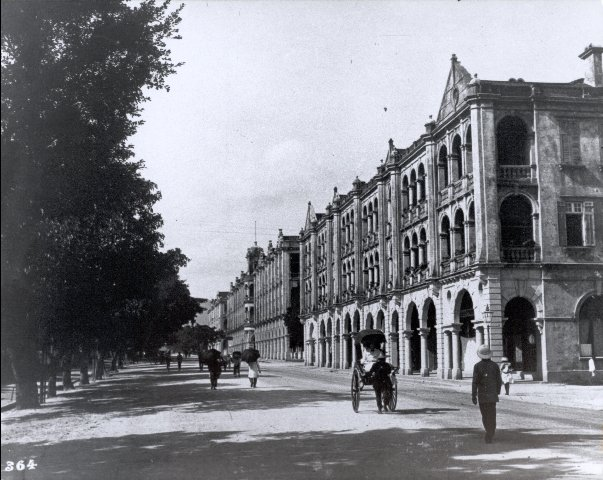
Nathan Road en la década de 1920 (Cameron Road en la derecha)

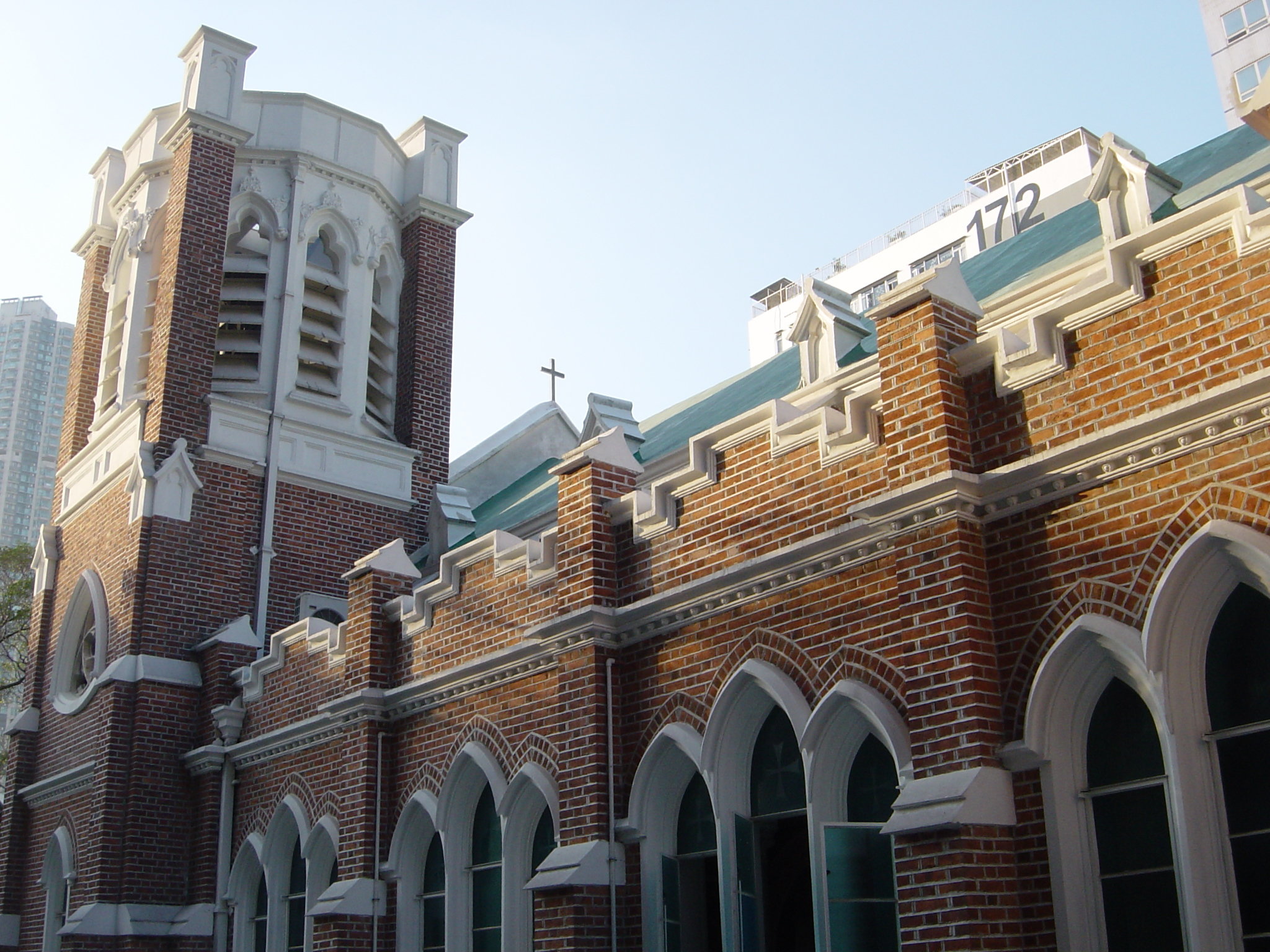
La Iglesia de San Andrés

La primera sección de la calle se completó en 1861. Fue la primera calle construida en Kowloon, después de que la Dinastía Qing lo cediera al Reino Unido, y se hiciera parte de la colonia, en 1860. La calle se llamaba originalmente Robinson Road, en honor a Sir Hercules Robinson, quinto Gobernador of Hong Kong. Para evitar confusión con la Robinson Road de la Isla de Hong Kong, su nombre se cambió a Nathan Road en 1909, en honor a Sir Matthew Nathan, decimotercer gobernador, entre 1904 y 1907.
Esta antigua Nathan Road era ampliamente residencial, con casas de estilo colonial con terrazas con arcos y bóvedas cubiertas. Albergaba las Whitfield Barracks, que posteriormente se convirtieron en el Parque de Kowloon. La Iglesia de San Andrés, la iglesia anglicana más antigua de Kowloon, se ha situado aquí desde su finalización en 1906.
La sección de la calle desde Gascoigne Road hasta Argyle Street se llamaba originalmente Coronation Road (加冕道), en honor a la coronación del rey Jorge V en 1911. La calle se convirtió en parte de Nathan Road en 1926, después de que se completara su unión con Nathan Road. La sección de Tai Po Road al sur de Boundary Street también se convirtió en parte de la calle.
En 1996, se incendió el Garley Building, matando a 41 personas.  En 2008, se incendió el Cornwall Court, que desplazó a más de 200 bomberos, y mató a cuatro personas, incluidos dos bomberos.

## Edificios y monumentos en la calle

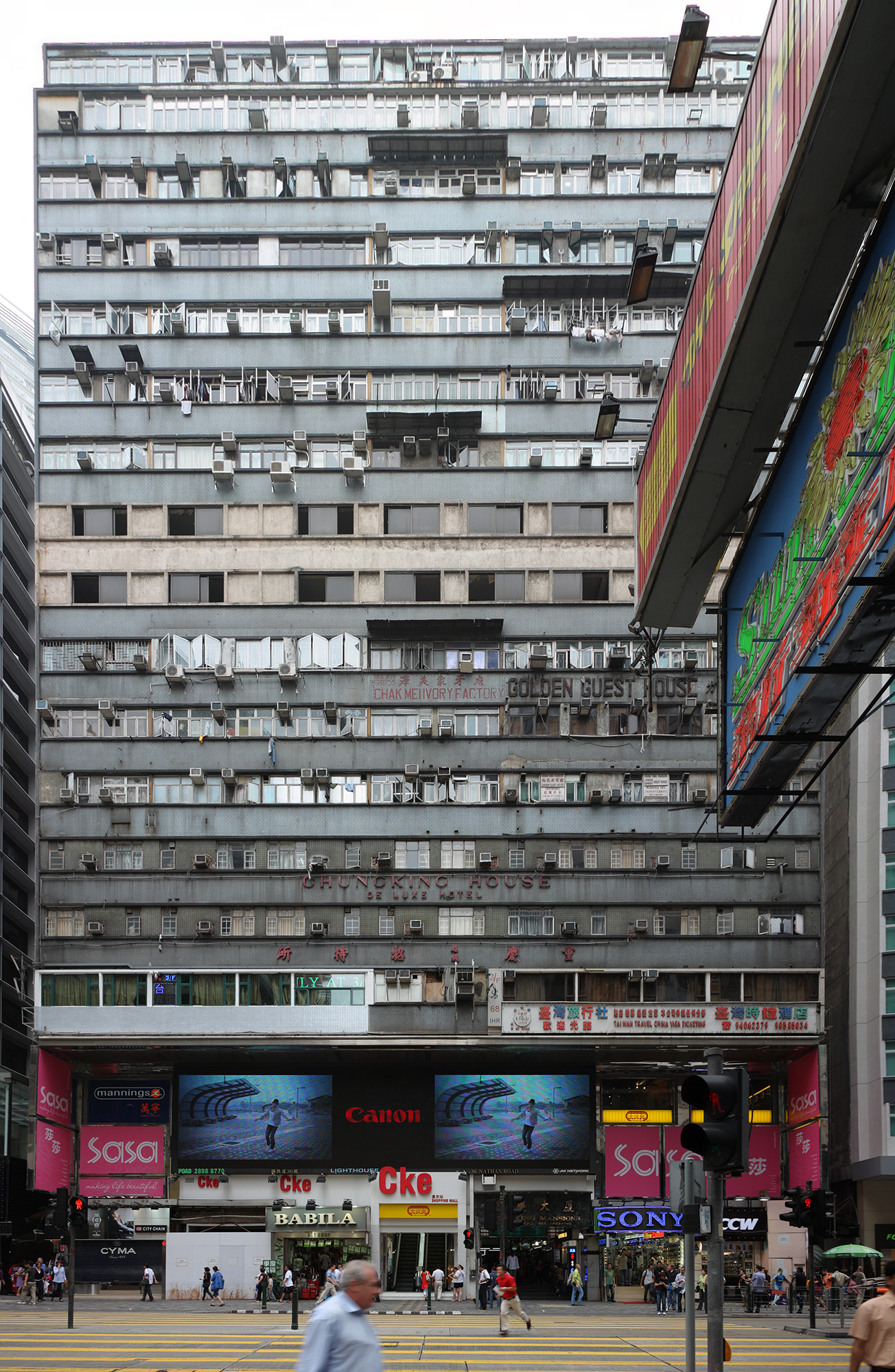
Las Chungking Mansions

- The Peninsula Hotel (esquina con Salisbury Road)
- Chungking Mansions (#36-44)
- iSQUARE (#63)
- Kowloon Park
- Park Lane Shopper's Boulevard
- The ONE, en la parcela del antiguo Tung Ying Building (#100)
- Kowloon Masjid and Islamic Centre (#105)
- The Mira Hong Kong (#118)
- Miramar Shopping Centre (#132-134)
- Former Kowloon British School (#136). Contiene la Oficina de Antigüedades y Monumentos
- St. Andrew's Church (Kowloon) (#138)
- Garley Building (#233-239, destruido por un incendio en 1996
- Manulife Provident Funds Place, también conocido como Wing On Kowloon Center (#345)
- Novotel Nathan Road Kowloon Hong Kong (#348)
- Eaton Hotel Hong Kong (#380)
- Kowloon Central Post Office (#405)
- Sino Centre (#582-592)
- Cornwall Court (#687-689), destruido en un incencio

## Transporte púbico
Como una calle importante de Kowloon, Nathan Road tiene cinco estaciones del Metro de Hong Kong (MTR). Estas son las estaciones, de norte a sur:
- Estación Príncipe Eduardo en Príncipe Eduardo, en la intersección de Nathan Road con Prince Edward Road West
- Estación Mong Kok (o Estación Argyle) en Mong Kok, en la intersección de Nathan Road con Argyle Street
- Estación Yau Ma Tei (o Estación Waterloo) en Yau Ma Tei, en la intersección de Nathan Road con Waterloo Road
- Estación Jordan en Jordan, en la intersección de Nathan Road con Jordan Road
- Estación Tsim Sha Tsui en Tsim Sha Tsui, en el extremo sur de Nathan Road

## Galería de imágenes

Nathan Road, Hong Kong
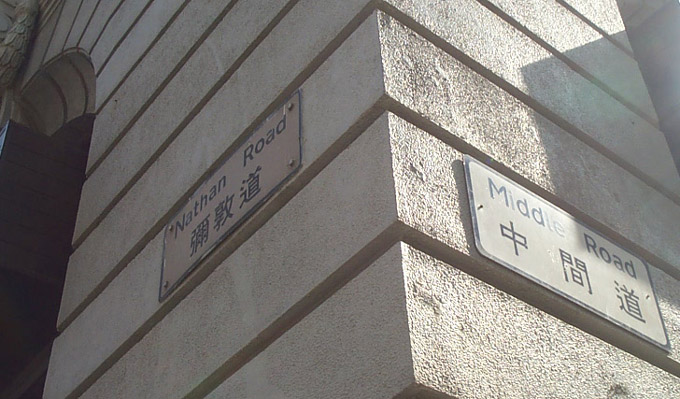
Los letereos bilingües de Nathan Road y Middle Road en el exterior del hotel The Peninsula.
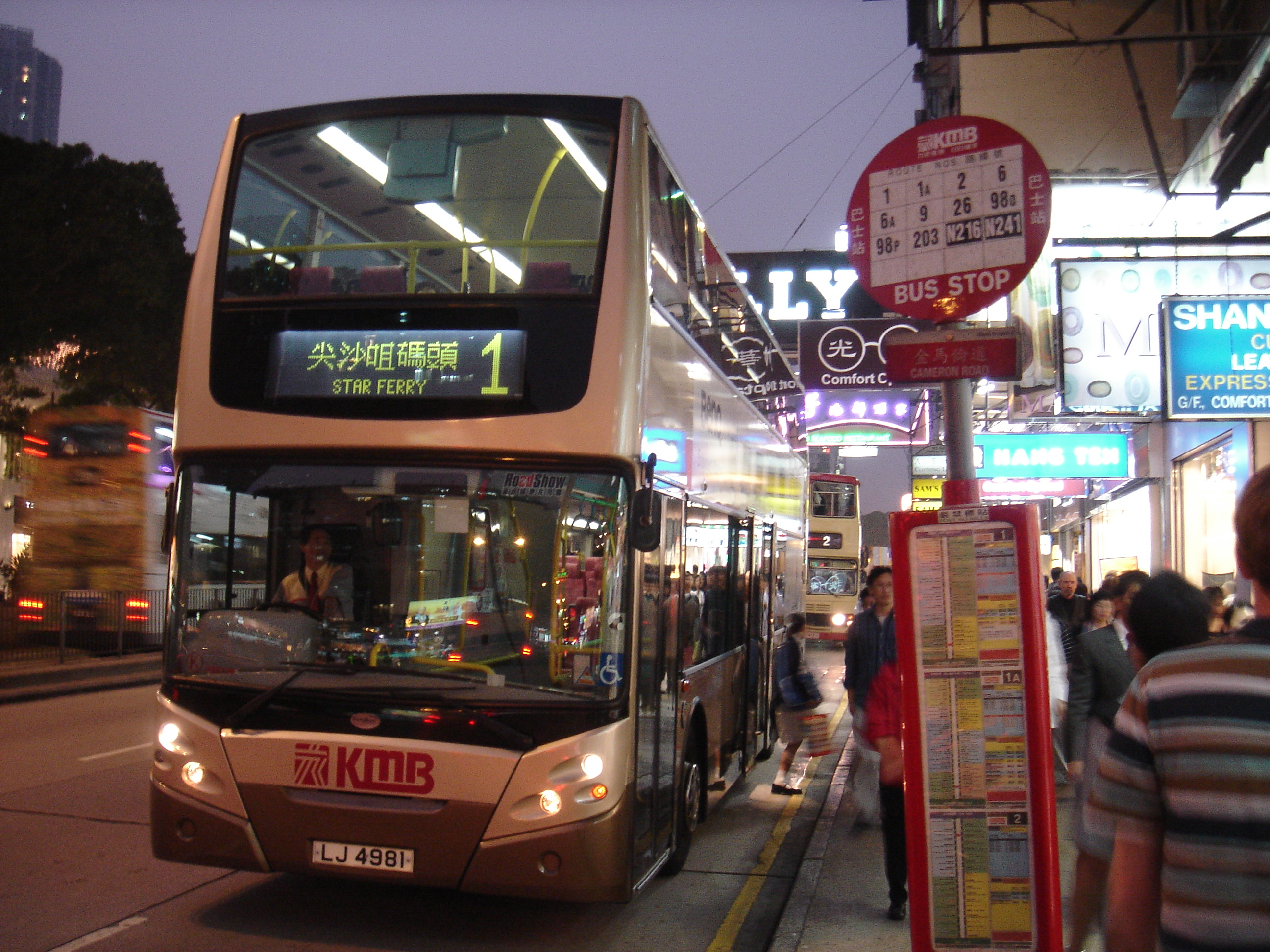
KMB Enviro500 cubriendo la Ruta 1 en Nathan Road, Tsim Sha Tsui.
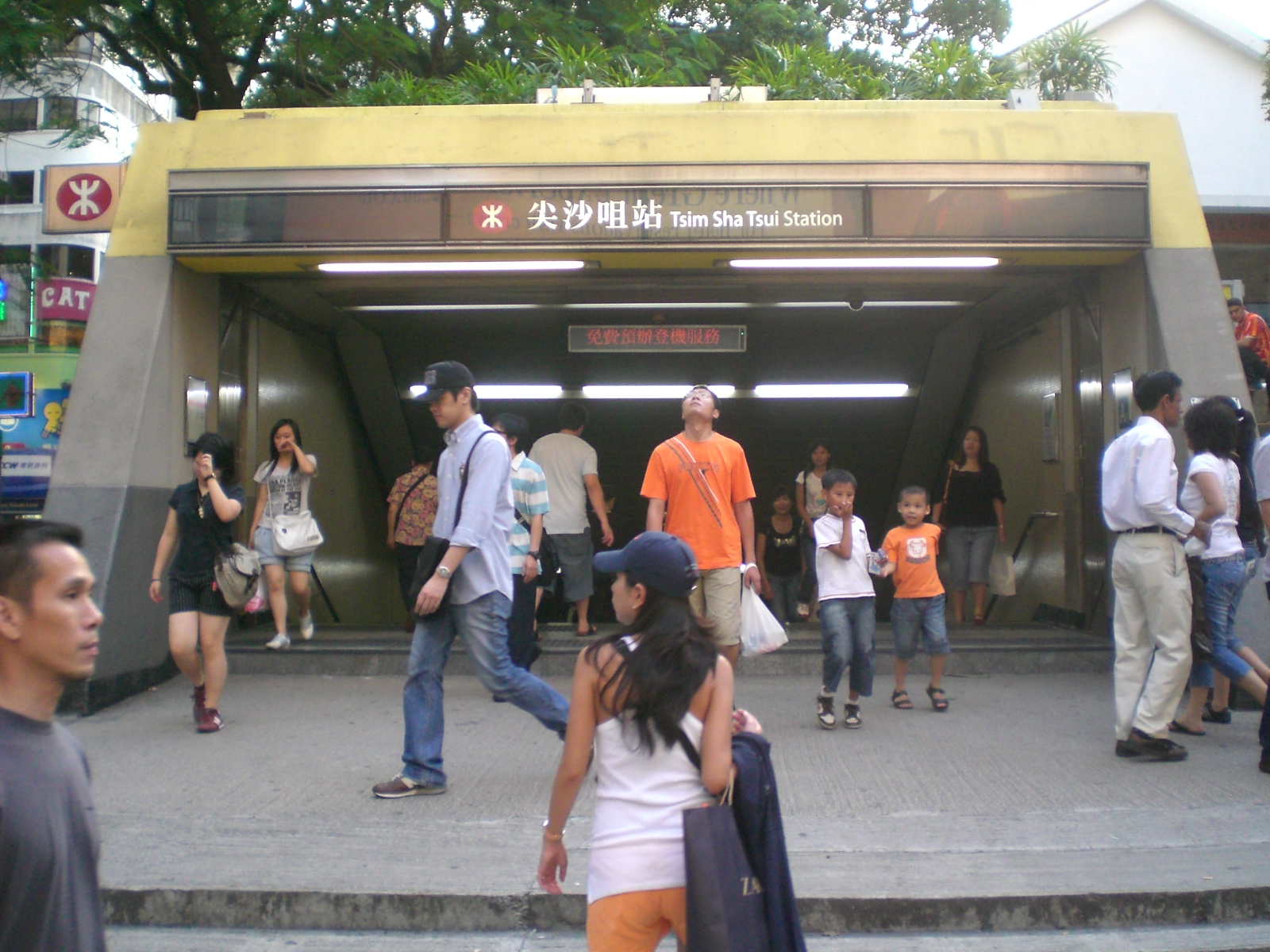
Salida de la Estación de Tsim Sha Tsui en Nathan Road.
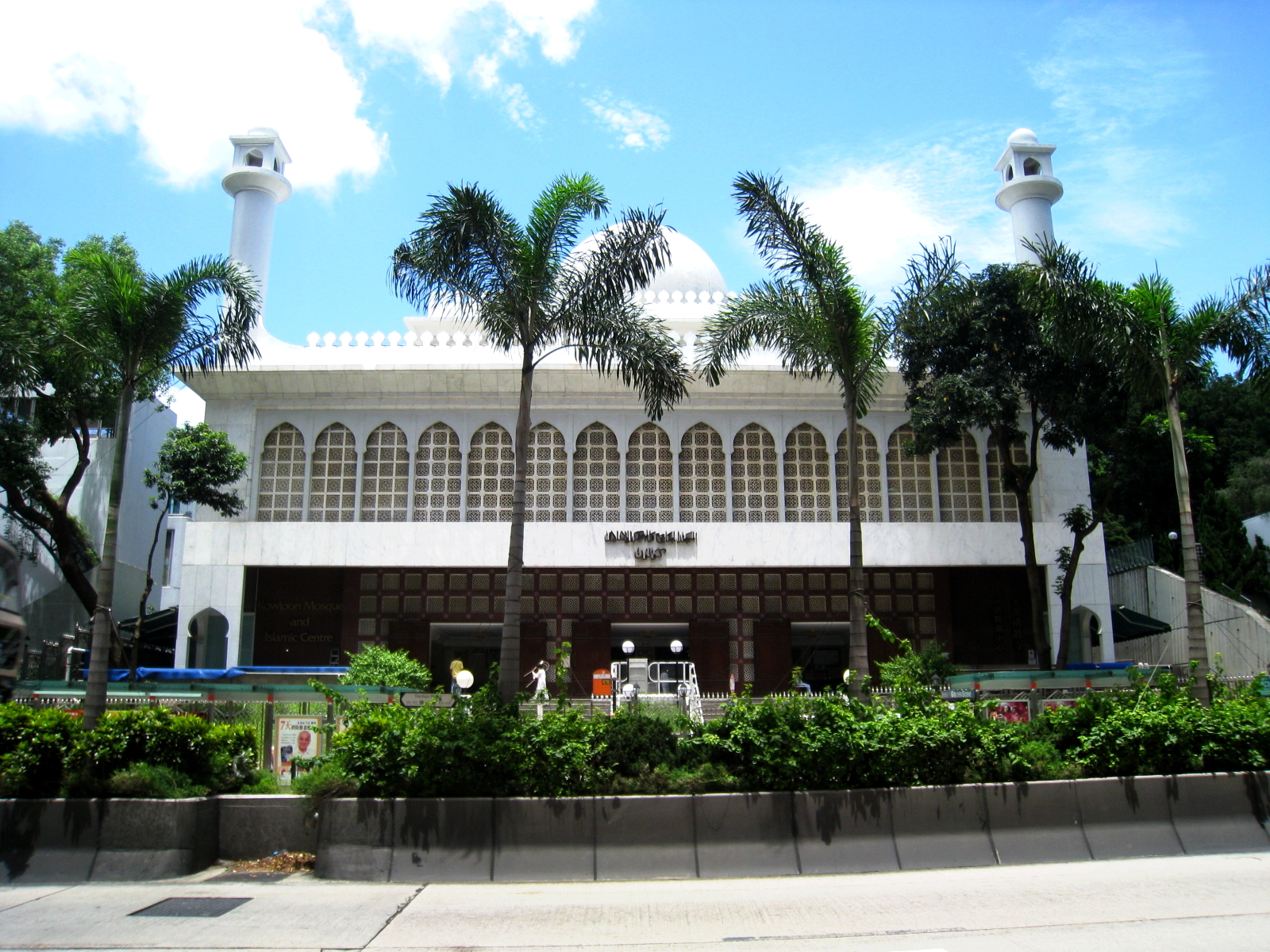
Mezquita y Centro Islámico de Kowloon.
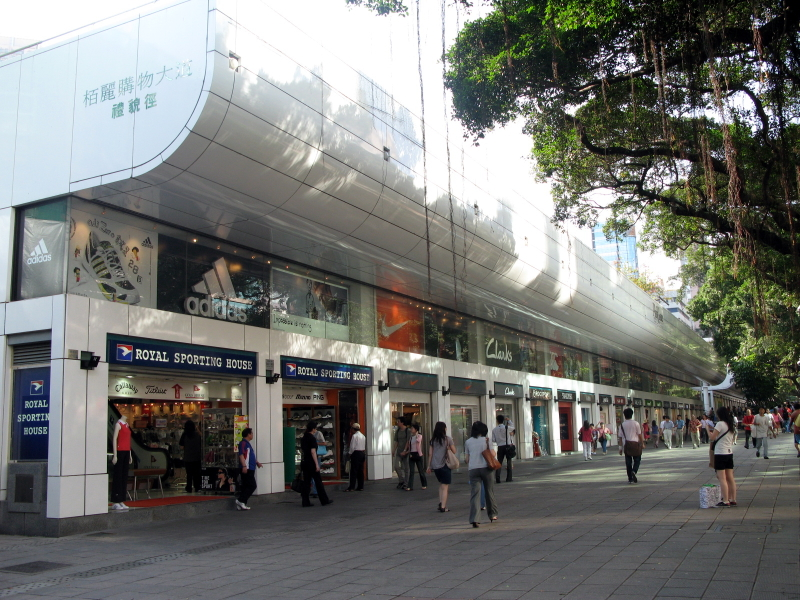
Park Lane Shopper's Boulevard.
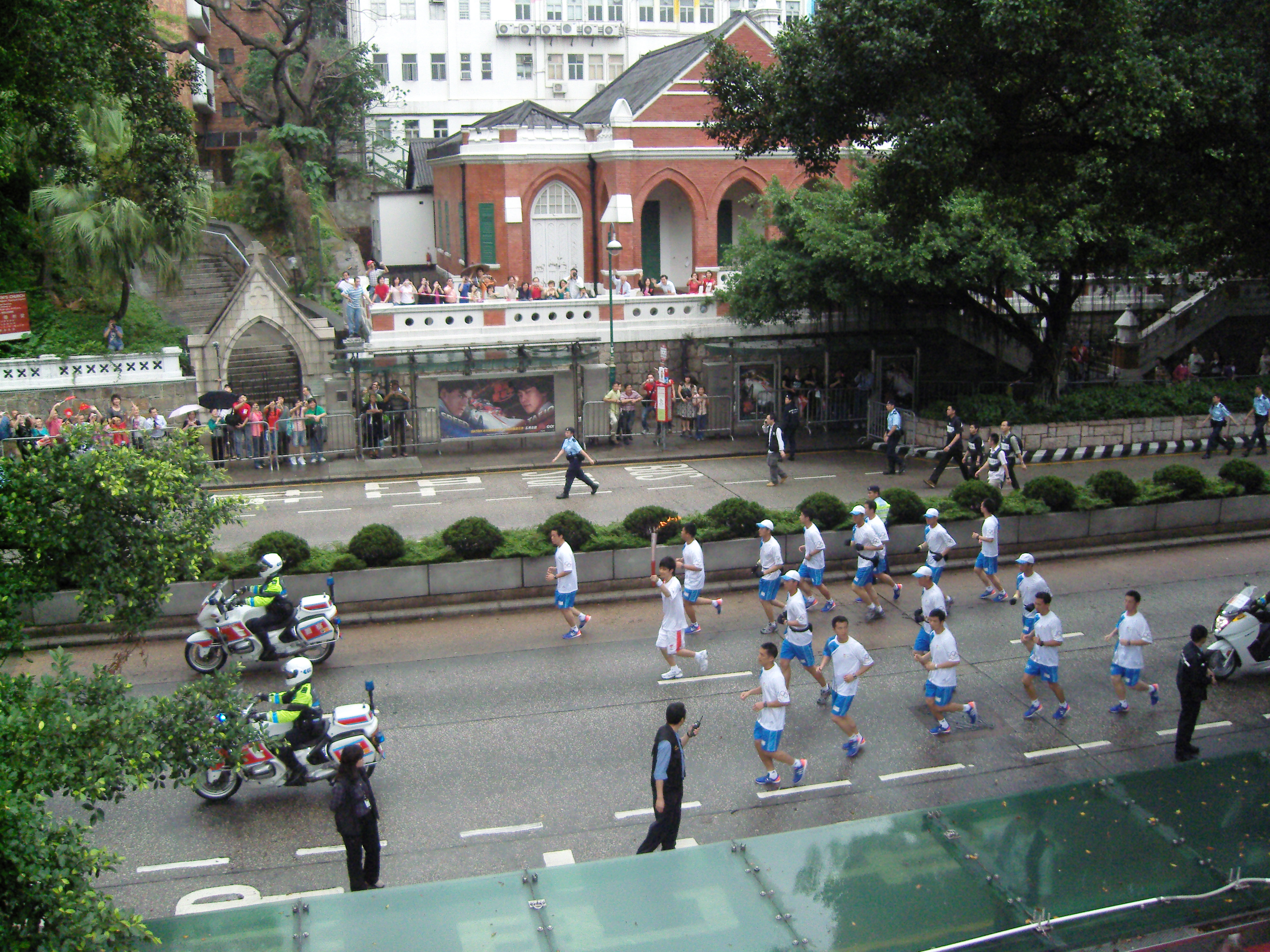
La antorcha olímpica de Pekín 2008 frente a la Former Kowloon British School.
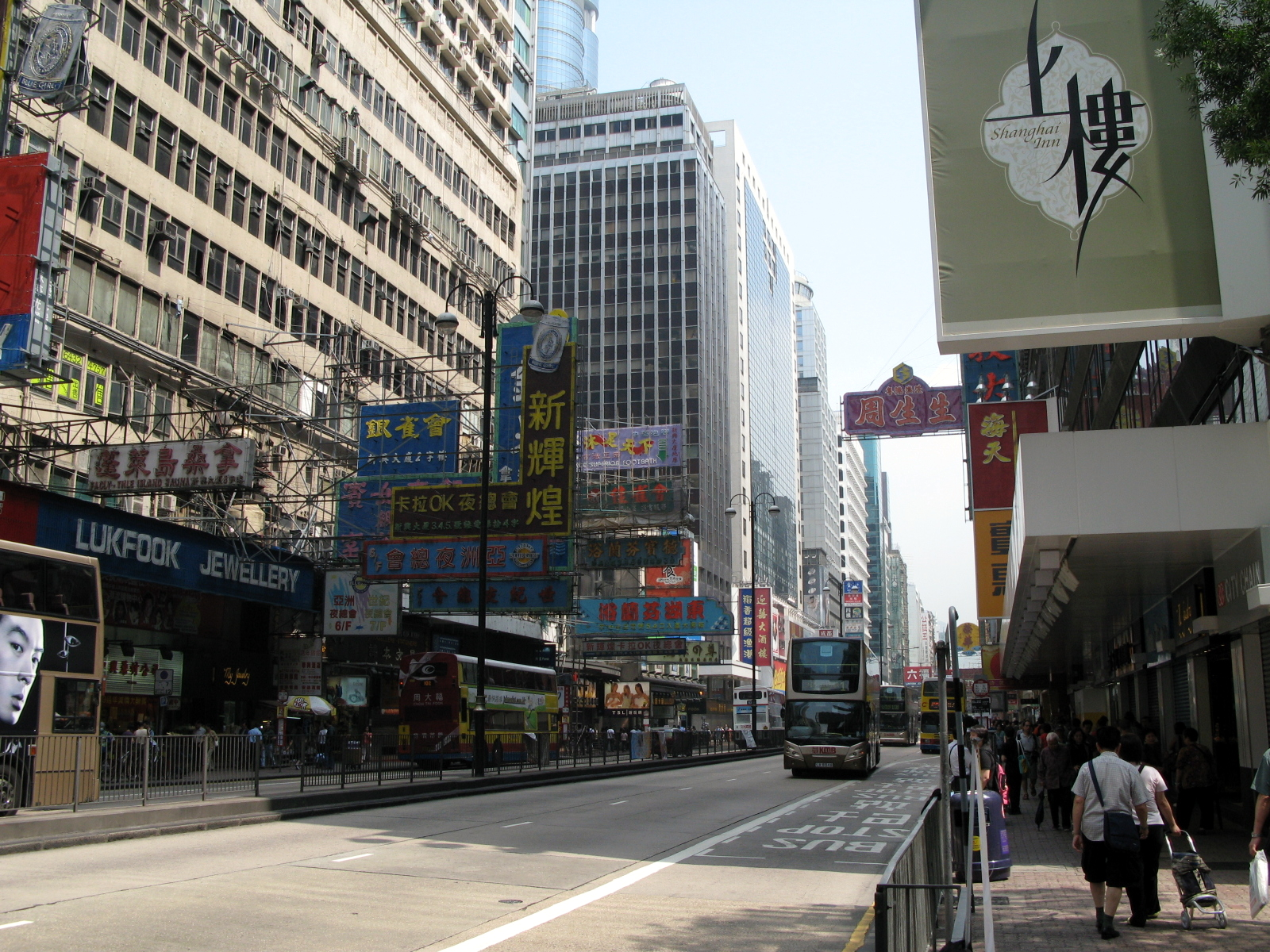
Nathan Road, cerca de Mong Kok.
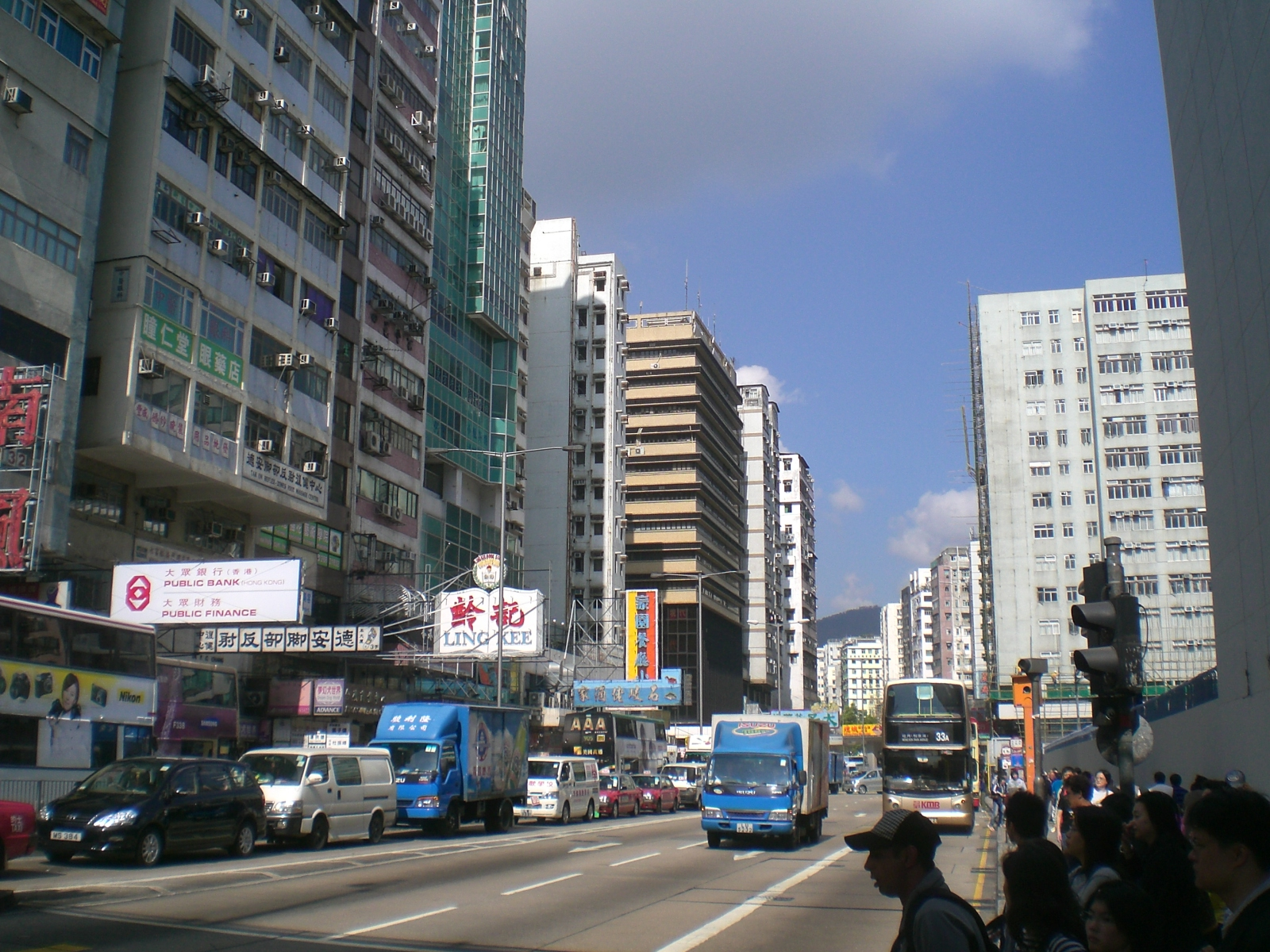
Nathan Road, en la zona Prince Edward.
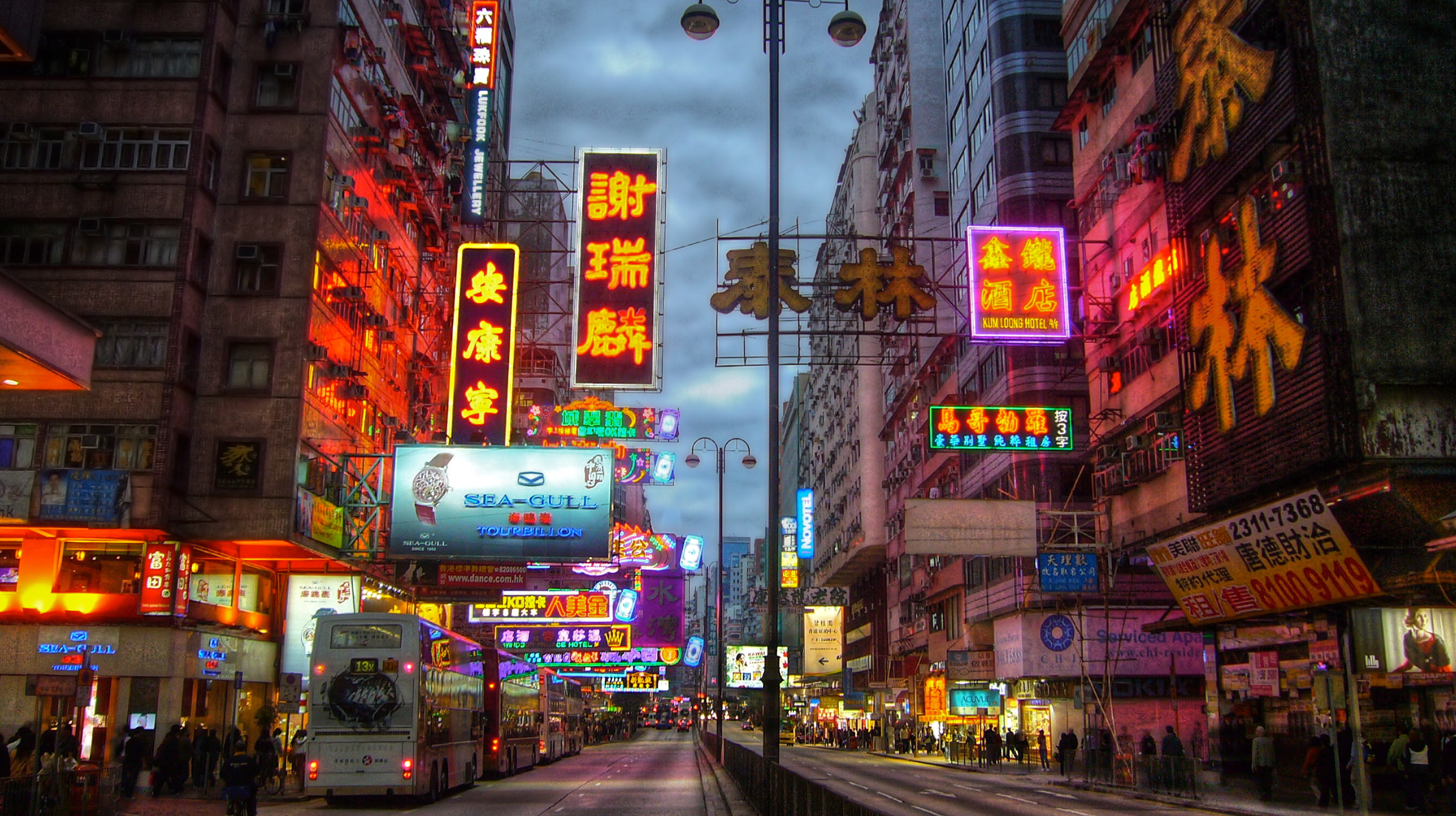
Nathan Road en Jordan.